# 英語とあそぼう エレクトリック・カンパニー
『英語とあそぼう エレクトリック・カンパニー』（英語: The Electric Company）は、アメリカのチルドレンズ・テレビジョン・ワークショップ（現：セサミワークショップ）が公共放送サービス (PBS) 向けに制作した教育番組である。1971年10月25日から1977年4月15日まで6シーズンにわたり、全780エピソードがPBSで放送された。

## 概要
これは6歳から9話の子供たちを対象にした子供向け番組。かつてセサミストリートのビッグバードや、マペッツのカーミットが登場したこともあり、ゲストにはリタ・モレノやビル・コスビーなどと言った有名人が、当時は人気が無かったモーガン・フリーマンなども登場していた。
番組はスケッチ・コメディー、アニメ、歌のコーナーなどで構成。具体的なコーナーとしては『レターマンの大冒険』や、『スパイディ・スーパー・ストーリーズ』がある。

## 出演者
- ジム・ボイド (Jim Boyd)
- モーガン・フリーマン (Morgan Freeman)
- リタ・モレノ (Rita Moreno)
- ジュディー・グローバート(Judy Graubart)
- スキップ・ヒナント (Skip Hinnant)
- ルイス・アヴァロス (Luis Ávalos)
- リー・チェンバリン (Lee Chamberlin)
- ゼロ・モステル (Zero Mostel)
- メル・ブルックス (Mel Brooks)

### The Short Circus
The Short Circus は、番組内で活躍した子どもたちによるバンドである。バンド名はショート回路 (Short Circuit) のもじり。
メンバーは以下の通り。
- ジューン・アンジェラ (June Angela) - ジュリー役。全6シーズンにわたって在籍。
- アイリーン・キャラ (Irene Cara) - アイリス役 (1971年 - 1972年)
- ステファン・グスタフソン (Stephen Gustafson) - バディ役 (1971年 - 1975年)
- メラニー・ヘンダーソン (Melanie Henderson) - キャシー役 (1971年 - 1975年)
- ダグラス・グラント(Douglas Grant) - ザック 役 (1971年 - 1973年)
- デニス・ニッカーソン (Denise Nickerson) - アリソン役 (1972年 - 1973年)
- ベイン・ジョンソン(Bayn Johnson) - ケリー役 (1973年 - 1975年)
- グレッグ・バージ (Gregg Burge) - ドウェイン 役 (1973年 - 1975年)
- ジャニナ・マシューズ(Janina Mathews) - ゲイル役 (1975年 - 1977年)
- レジェンヌ・マグロア(Réjane Magloire) - サマンサ役 (1975年 - 1977年)
- ロドニー・ルイス(Rodney Lewis) - チャーリー役 (1975年 - 1977年)
- トッド・グラフ (Todd Graff) - ジェシー役 (1975年 - 1977年)

## 日本での放送
日本では、1979年4月7日から東京12チャンネル（現・テレビ東京）で『英語とあそぼう エレクトリック・カンパニー』と題して放送。日本語吹き替えと原語による2か国語放送を実施していた。
松下電器（現・パナソニック）の一社提供で、番組内で流れていたCMは音声多重対応テレビのものが中心であった。これは同局が1978年12月より音声多重放送を開始。
アルファベットや数字のお勉強もあったほか、セサミストリートのキャラクターがゲストに登場した回も日本で放送されていた。ただし、一部のコーナーはカットされた。

### 吹き替え声優
- はせさん治
- 川久保潔

### 放送時間
いずれも日本標準時。
- 土曜 18:00 - 18:30 （1979年4月7日 - 1980年3月30日）
- 日曜 09:00 - 09:30 （1980年4月6日 - 1981年3月29日）
- 日曜 07:00 - 07:30 （1981年4月5日 - 1981年9月27日）

### 放送局
同時ネット局
- 東京12チャンネル

遅れネット局
- よみうりテレビ（日本テレビ系列） 日曜 8:30 - 9:00 ※第3期からの放送
- 京都放送 日曜 11:00 - 11:30 ※同上

何もテレビ大阪開局（1982年3月）前である。

## クロスオーバー
| 登場エピソード           | ゲスト | 放送日                | 番組内容 |
| ------------------------ | --- | --------------------- | --- |
| 第131話                  | ビッグバード（吹き替え声優：青野武） | 1972年10月23日        | ファーゴ・ノース (演：スキップ・ヒナント）の探偵事務所で、ビッグバードが登場。ビッグバードは、ファーゴのことをフルポーさんと何度も呼んでいた。 |
| 第453話                  | オスカー・ザ・グラウチ（吹き替え声優：野沢那智） | 1975年1月15日         | ジェイ・アーサー・クランク（演：ジム・ボイド）が『「ou（ウー）」の音を出す文字のうた』を歌っている最中に、テーブルの下からオスカーが登場。 |
| 第491話                  | グローバー（吹き替え声優：玄田哲章） | 1975年3月10日         | ヴィー（演：リー・チェンバリン）が働いている飲食店『ヴィーズ・ディナー』にグローバーが登場。この回ではグローバーは記憶喪失の状態で、ヴィーの床に泊まらなくてはいけないほど非常に悩んでいた状況にあったが、クランクとヴィーのおかげで記憶を取り戻し、飲食店のオーナーからセサミストリートの場所を尋ねられた際、グローバーはお腹が空いていたのでディナーのメニューを見たいと断った。 |
| セサミストリート 第637話 | - | 1974年4月9日          | リタ・モレノはミルクの配達員 ミリー役、モーガン・フリーマンはイージー・リーダー役として出演。 |
| 特別番組『Out to Lunch』 | ビッグバード アーニー（バートとアーニー） バート（バートとアーニー） ガイ・スマイリー カウント伯爵 カーミット ヘリーモンスター グローバー オスカー・ザ・グラウチ クッキーモンスター | 1974年12月10日（ABC） | 元々はセサミストリートの特別番組で、本番組の出演者がセサミストリートのマペットたちと共演していた。 |

## リブートシリーズ
2009年1月23日から2011年4月4日までHBOで放送されたリブートシリーズ『The Electric Company』、日本国内では未放送。